# Hexosamina

Estructura química de la α-D-glucosamina.

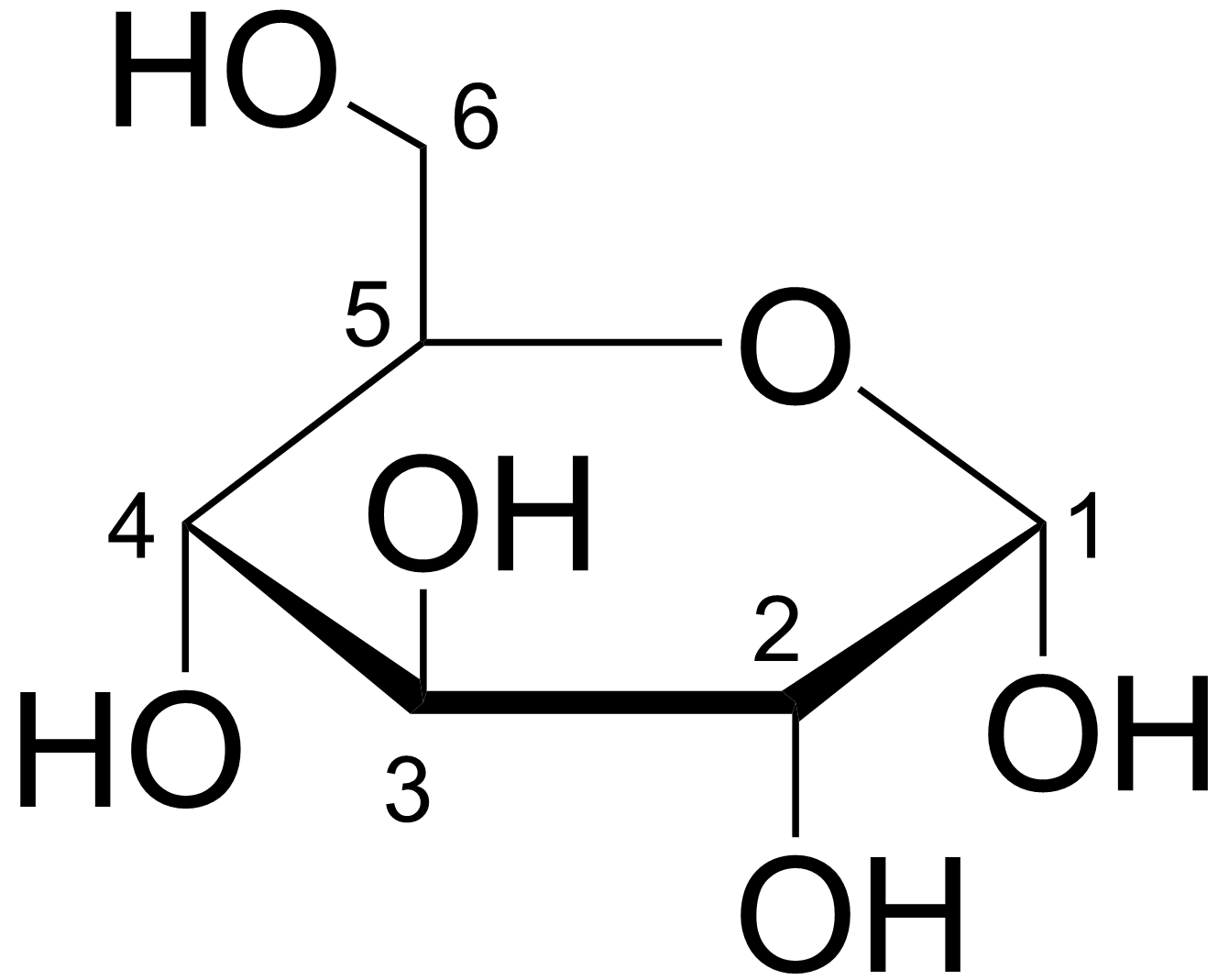
Estructura química de la α-D-glucosa.

Las hexosaminas son amino azúcares formados por la adición de un grupo amina a una hexosa. En las figuras de la derecha se puede apreciar la diferencia entre la glucosa y su respectiva hexosamina, la glucosamina, en la cual el grupo -OH (hidroxilo) del carbono 2 ha sido sustituido por un grupo -NH2 (amino). Entre los diversos ejemplos de hexosaminas, cabe destacar los siguientes:
- Fructosamina (sintetizada a partir de fructosa).
- Galactosamina (sintetizada a partir de galactosa).
- Glucosamina (sintetizada a partir de glucosa).
- Manosamina (sintetizada a partir de manosa).